# Стародавній жах (Бакст)
Стародавній жах (рос. Древний ужас) — картина художника Леона Бакста (1866—1924) на сюжет з історії Стародавньої Греції.

## Подорож до Греції.
У творчому доробку художника Леона Бакста картина «Стародавній жах» стоїть окремо і від його театральних творів, і від пейзажів, використаних для театральних декорацій.
Формальним поштовхом до створення картини слугувала подорож до Греції, котру він здійснив 1907 року разом із художником Валентином Сєровим. Пізніше Бакст створив літературний нарис-звіт про подорож, котрий отримав назву «Сєров і я у Греції».
Вивчення мистецтва Стародавньої Греції, що входило до програм навчання у художній академії, розбивалось, руйнувалось від зустрічей з реальною Грецією, її реальними краєвидами, морем, майстерно вбудованими у краєвиди старовинними храмами і доби язичництва, і доби християнського середньовіччя. Бакст вдивлявся у краєвиди реальної Греції через штучні окуляри театральних вражень («за строгістю тону і форми це наче „Едіп в Колоні“» !!!). Часто мовчазний, серйозний, уважний до натури Сєров наче відшукував залишки тої Стародавньої Греції, що була ще архаїчною, щирою, дикуватою і вільною від умовностей, як вітер, море і вологий пісок під колесами візка Навзікаї. Уривок з нарису-звіту Бакста 
| Незнайомий величний острів — яка несподівана Греція (це про Крит). Смуги піщано-червонуватих скель прорізані темно-жовтими мурами фортець... Вище — хаотично розсипані стада попільно-сірих оливкових гаїв, ще вище — знову оголені скелі — дикі, класичні, що рясніють, як хутро леопарда, темно-коричневими плямами[2]... | У музеї міста Кандії він жадібно замальовував археологічні знахідки, всі ці уламки скульптур і живопису, зображення музичних інструментів, вази, орнаменти тощо.
Подорож тривала близько місяця, але обом художнкам вражень і замальовок вистачило надовго. Сєров навіть встигне до року смерті звернутися до монументальних стінописів. Свою спробу створити монументальний твір, але в техніці олійного живопису, зробив і Леон Бакст. Цим твором і став «Стародавній жах».

## Опис твору
Бакст почав працю над картиною з історії Стародавньої Греції ще до подорожі. Початок створення датований за спогадами ще 1906 роком. Усвідомлення неготовності до творчого акту і було одним із стимулів відвідати реальну Грецію та її уславлені археологічні пам'ятки.
Реальна Греція і зустрічі з оригіналами мистецтва помітно змінили ставлення до теми. Відтепер Леон Бакст почав шукати сучасну на його погляд манеру відтворення грецького міфа, грецької теми. І ця манера почала відрізнятися від манери Валентина Сєрова, де міфічні персонажі були занурені у реальність, дикуваті і щирі, архаїчні і реальні до побутовості.
Грецька тема у Бакста була настояна на музейно-археологічних знахідках і мала дещо археологічний присмак. Надуманості в ній первісно було мало. Звідси широкий, практично панорамний краєвид з морем і скелями до самого обрію. Скеляста і острівна, приморська Греція з малими ділянками плодючих земель, гаями оливкових дерев і піднесеною архітектурної та монументами представлена в картині у повній своїй характерності. Але художнику було цього вже замало. Почалися пошуки поглиблення теми. То митця не влаштовувала недостатня безодня моря, то виникало бажання наситити дикі скелі зображеннями архітектурних пам'яток, водночас він волав зберегти реальну колористику субтропічної місцевості, котру бачив на власні очі.
Вивчення археологічних знахідок принесло митцю відчуття загадки нібито знайомої цивілізації, загадки, котру він відчув, але розв'язати не зумів. І він переніс це томливе відчуття у картину. Він тривалий час витрачав на прочитання літератури про грецьку античність, а та мала уривчастий характер свідоцтв, бо розкопки продовжувались і приносили нові і нові відкриття. Баксту ніколи було чекати зв'язно викладеної історії, він почав працювати далі, звертаючись то до Гомера, то до сучасних йому поетів-символістів. В картині виник новий шар змісту, цього разу символічний. Морський краєвид тепер поданий художником розбурханим, суворим, страшним і некерованим, що поглинає найкращі здобутки виплеканої приморської цивілізації. Глядачі і сучасники вбачатимуть в картині натяк на загибель міфічної Атлантиди, а в картині — зображення геологічної катастрофи. Драматизм картини все зростав.
Бакст наважився у малому просторі картини відобразити спантеличений і переляканий натовп, що зрозумів — їх зрадили їх боги і порятунку нема. От-от будуть остаточно поруйновані і велетенські бронзові скульптури, і священні храми, а нещодавно тверда земля вже іде у безодню. Бакст працював нідерландським художником-філософом, здатним у малому фрагменті картини відтворити космос, безліч подій і сюжетів, гідних стати темами для низки, а не одної трагічної картини. Тому картина була названа художником «Terror Antiquus» («Стародавній жах»). Відчуття жаху і приреченості, незмінності долі, давньогрецького Року в картині вже були. Драму на морі довершували віддалена пожежа та громовиця, що косо прорізала картину.
Для митця знову щось в картині не складалося. Звертання до поезій символістів в черговий раз породило бажання не залишити в картині лише зміст геологічної катастрофи і загибелі приморської цивілізації, а подарувати надію. В реалістично відтворений морський краєвид (так видно море з пагорба Акрополя) Бакст розмістив зображення кори, знайденої під час археологічних розкопок на тому ж Акрополі. Відсутність руки у скульптури не стала для митця перепоною, він розмістив руку кори на грудях із зображенням голуба, атрибутом богині Афродіти. Богиня кохання і жіночності мала символізувати перемогу життя і мистецтва над смертю, мала символізувати надію.

## Допоміжні матеріали

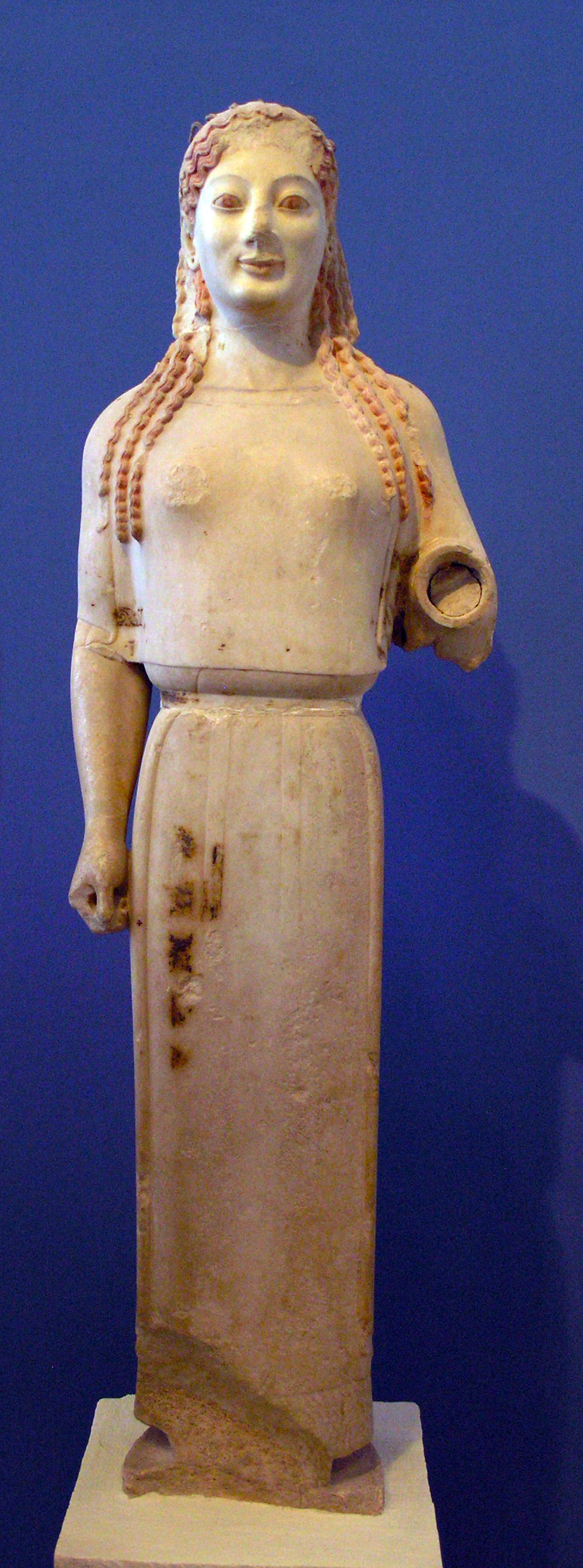
Скульптура кори у пеплосі, знайдена на Акрополі
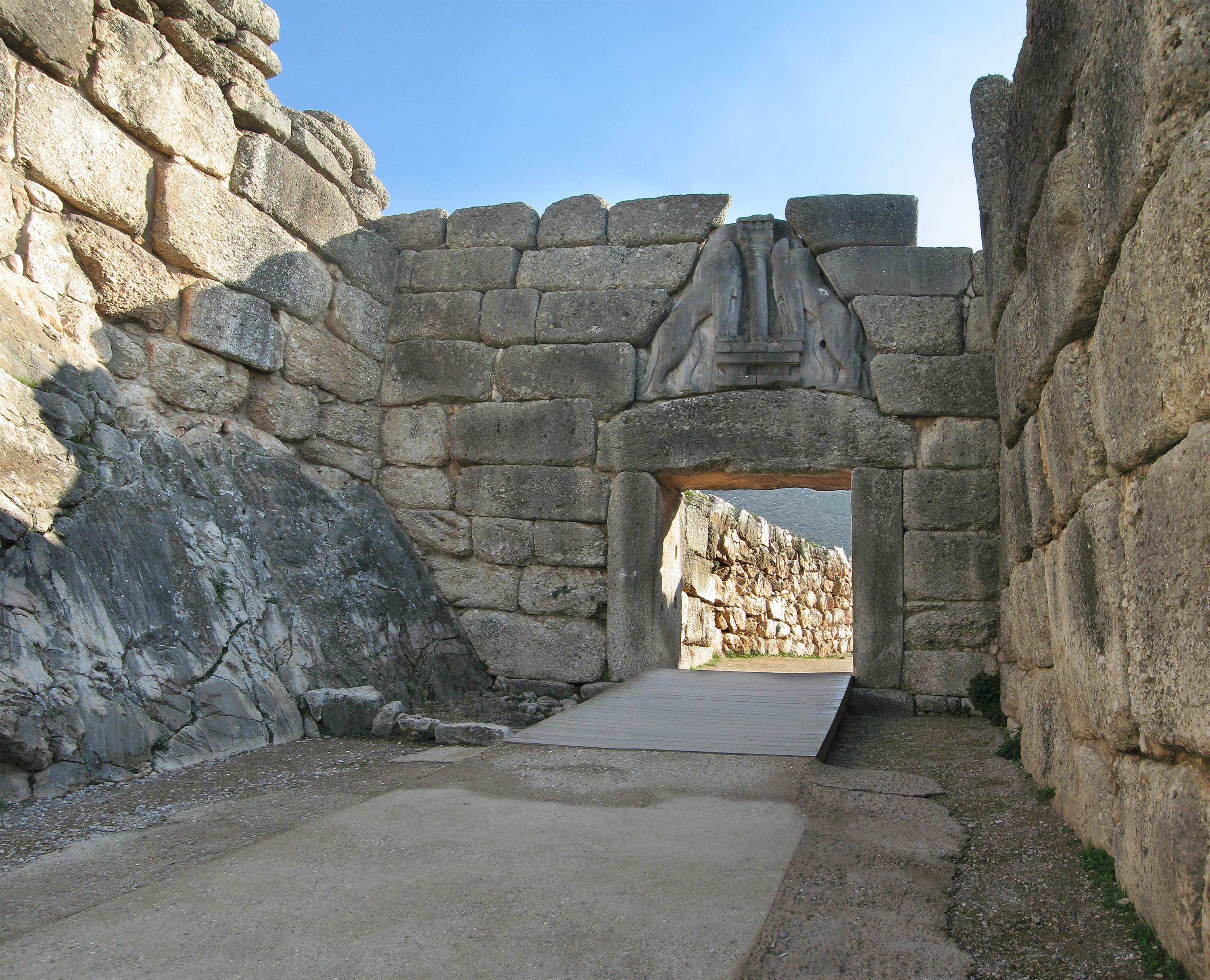
Левині ворота у Мікенах
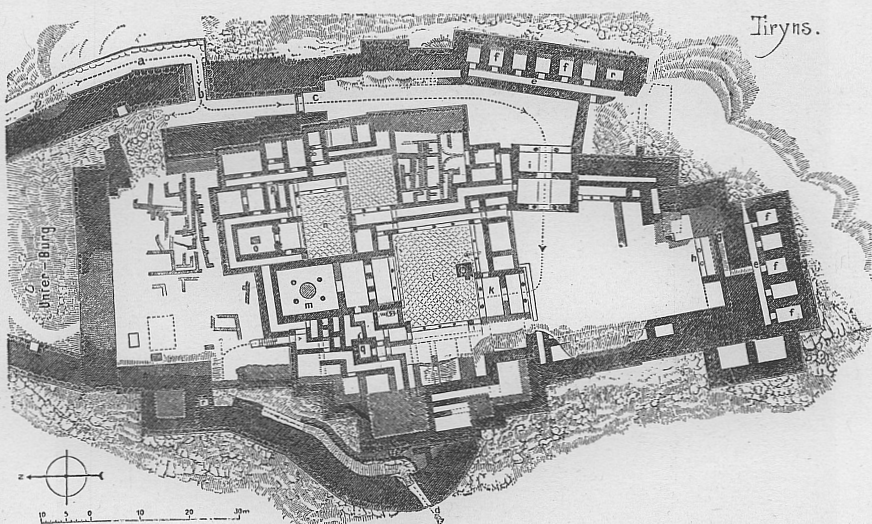
Поземний план фортеці і споруд у Тірінфі
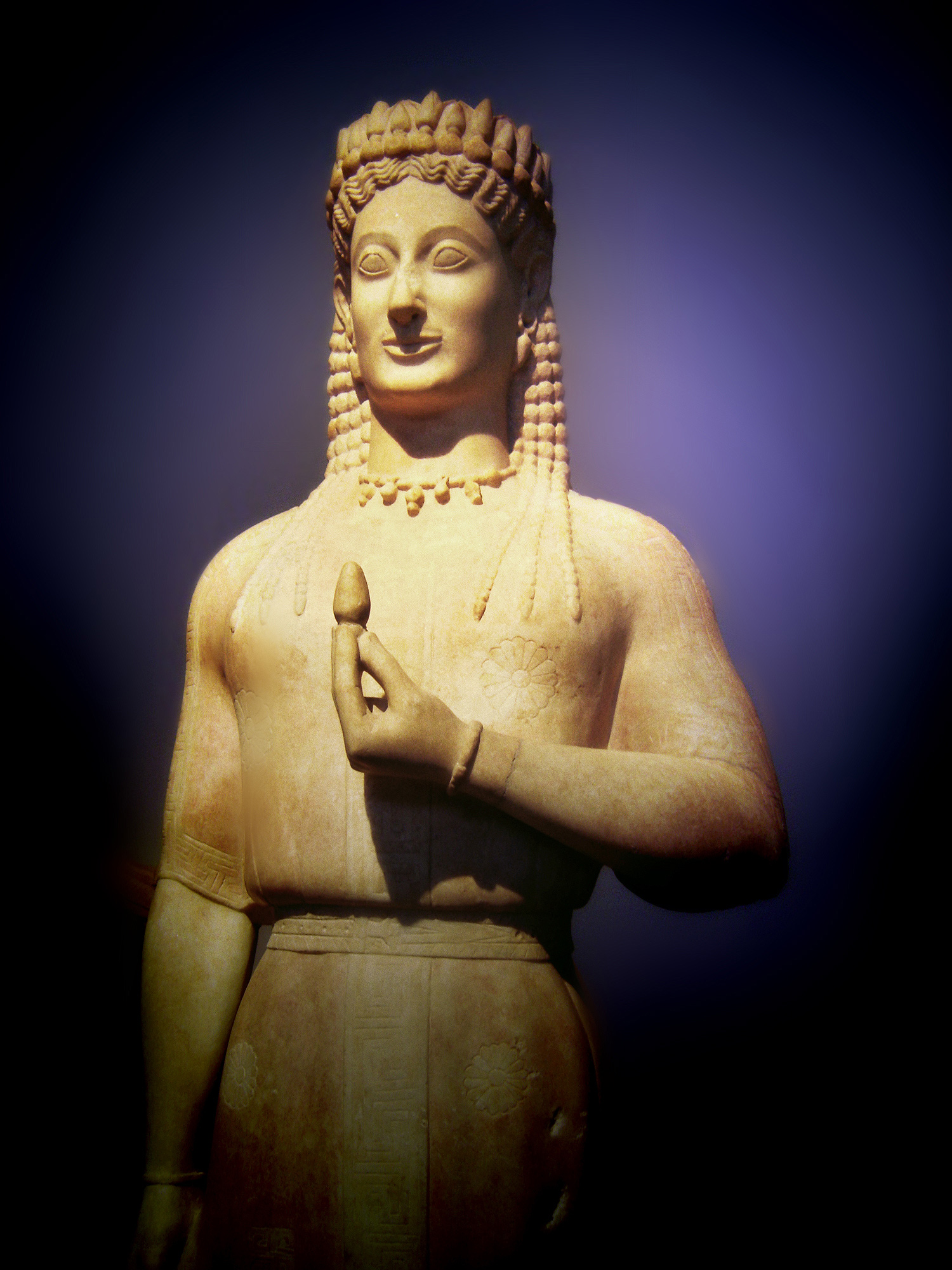
Скульптура кори з Археологічного музею у Афінах

## Відгуки на твір
Бакст вивіз картину у Париж і її першими глядачами були відвідувачі «Осіннього салону». Потім полотно вивезли до Петербурга і показали на місцевій виставці «Салон».
Враження від картини суттєво різнилися. Більшість активно зреагувала і на незвичність композиції, і на тривожність і загадку, притаманну новій картині Леона Бакста. В картині на історичну тематику були зазвичай відомий персонаж, котрий існував у відповідному історичному оточенні, він демонстрував свої досягнення або чесноти. Більшість глядачів ніколи не відвідувала реальної Греції, не знала її реальних крєвидів, туманно пам'ятала якісь уривки з учнівських програм, якщо навчалась в класичній гімназії.
Ніякого історичного персонажа чи добре знайомого історичного оточення в картині не було, як не було чеснотою відображення геологічної катастрофи. Як роздратовано записав художній критик Сергій Мамонтов : 
| Вочевидь, що (Бакст) довго шукав, чим би сильніше ошелешити глядачів. А надумав лише рельєфну географічну мапу, котру можна побачити з аероплана[6]. | Це був поверхневий погляд на твір і роздратування на ту загадку і трагедію, відтворену на полотні. Зрозуміло, що в остаточному варіанті картини були і надуманість, і незвичне поєднання реального пейзажа і символістських натяків, що бентежили і дратували глядачів. Звідси оцінки несприйняття і відторгнення.
Більше дійсної аналітики і здорового глузду мала оцінка твору від Олександра Бенуа. Він записав 
| Картину Бакста я вважаю серйозним культурним явищем. В неї вкладено більше, ніж те, що можна побачити поспіхом при огляді на виставці. Це твір складної і значущої душевної роботи. При цьому картина створена при такій фаховій майстерності, котрою мало хто володіє у наші часи. Її місце в музеї (тобто не у залі приватного багатія-колекціонера, а у місці, де картина слугуватиме суспільству )[7]. |
Більше сприйняття і схвальних відгуків картина «Terror Antiquus» отримала від паризьких газет. Свідоцтвом визнання твору від тодішньої публіки була нагорода картини «Стародавній жах» і її автора золотою медаллю на Міжнародній виставці у місті Брюссель 1910 року.

## Побутування
Фактом є відомості, що більшу частиною приватного архіву Леона Бакста у Державний Російський музей привіз із Франції легендарний музейник і директор Пушкарьов Василь Олексійович (1915—2002). Він же сприяв і придбанню картини «Стародавній жах» 1965 року до музейних збірок.

## Фрагменти картини

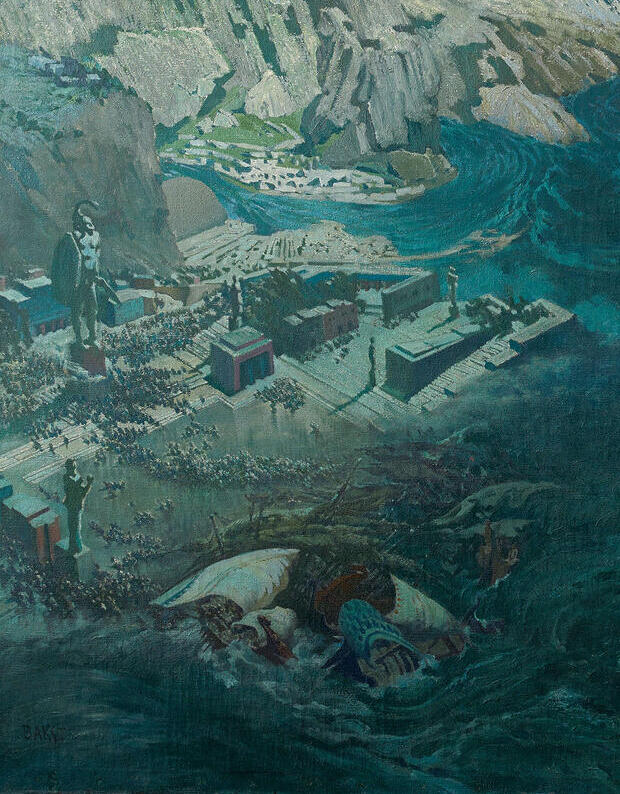
Загибель стародавньої цивілізації в лівій частині картини
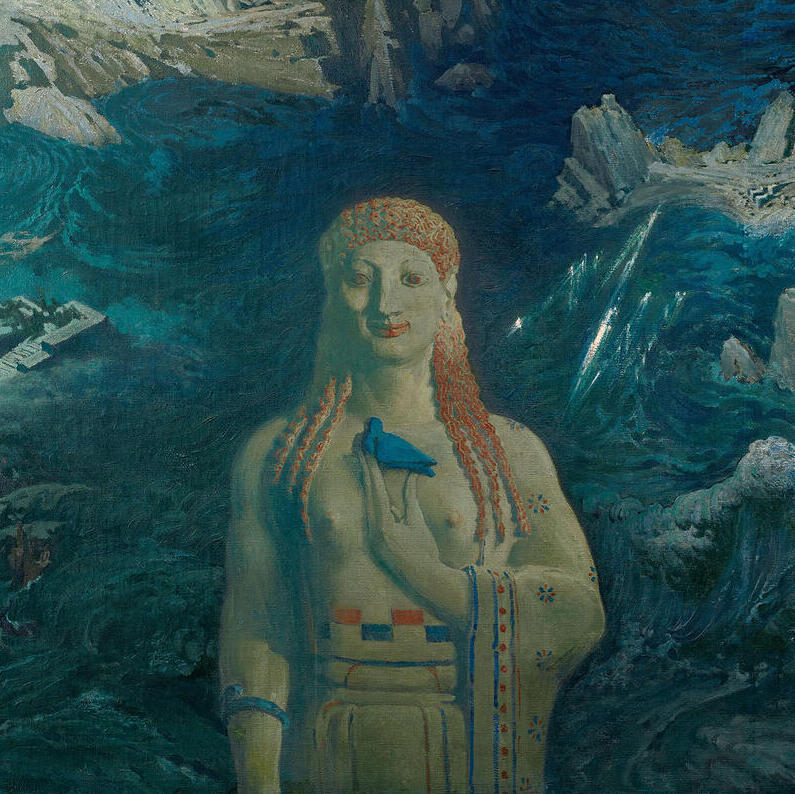
Афродіта з голубом, птах - один з атрибутів грецької богині Афродіти
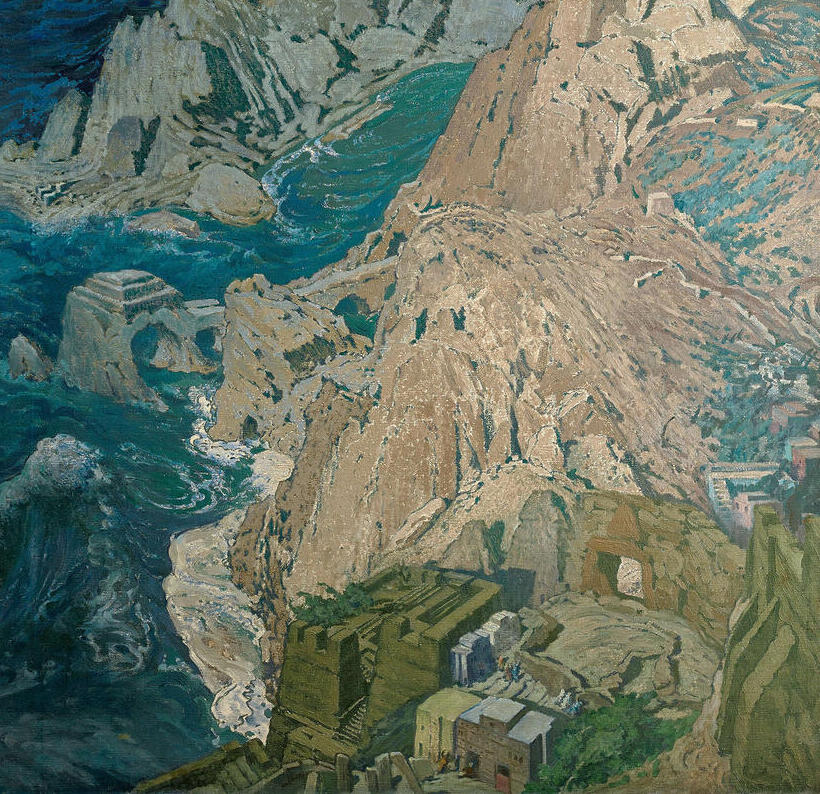
Споруди приморської цивілізації